# Olga Havlová
Olga Havlová, ur. Šplíchalová (ur. 11 lipca 1933 w Pradze, zm. 27 stycznia 1996 tamże) – pierwsza małżonka byłego prezydenta Czech Václava Havla (od 1964 r.).

## Biogram
Urodziła się w rodzinie robotniczej w praskiej dzielnicy Žižkov. Uczyła się i pracowała w zakładach Baťa.
Pracowała jako sprzedawczyni, magazynierka i księgowa. W latach 1961–1967 była bileterką w teatrze Divadlo Na Zábradlí, gdzie pracował także Václav Havel, którego poznała w połowie lat pięćdziesiątych.
Od 1979 brała udział w drukowaniu samizdatowej Edycji Expedice i była współzałożycielką Komitetu Obrony Niesprawiedliwie Prześladowanych (VONS, Výbor na obranu nespravedlivě stíhaných). W latach 1986–1989 była członkinią rady redakcyjnej czasopisma „O divadle” i w latach 1987–1989 współpracowała ze stowarzyszeniem filmowym Originální videojournal.
Przewodnicząca organizacji charytatywnych Výbor dobré vůle (od 1990) i Nadace Olgy Havlové (od 1992), wspierających osoby niepełnosprawne. W 1991 otrzymała przyznany przez norweską fundację Stiftelsen Arets Budeie tytuł Kobiety Roku. W tym samym roku została odznaczona medalem Przemysla Pittera i stała się „Kobietą 1995 Roku” Czech.
Zmarła w 1996 po długiej i ciężkiej chorobie.
W 1997 została pośmiertnie odznaczona Orderem Tomáša Garrigue Masaryka I Klasy za zasługi „dla demokracji i praw człowieka”.

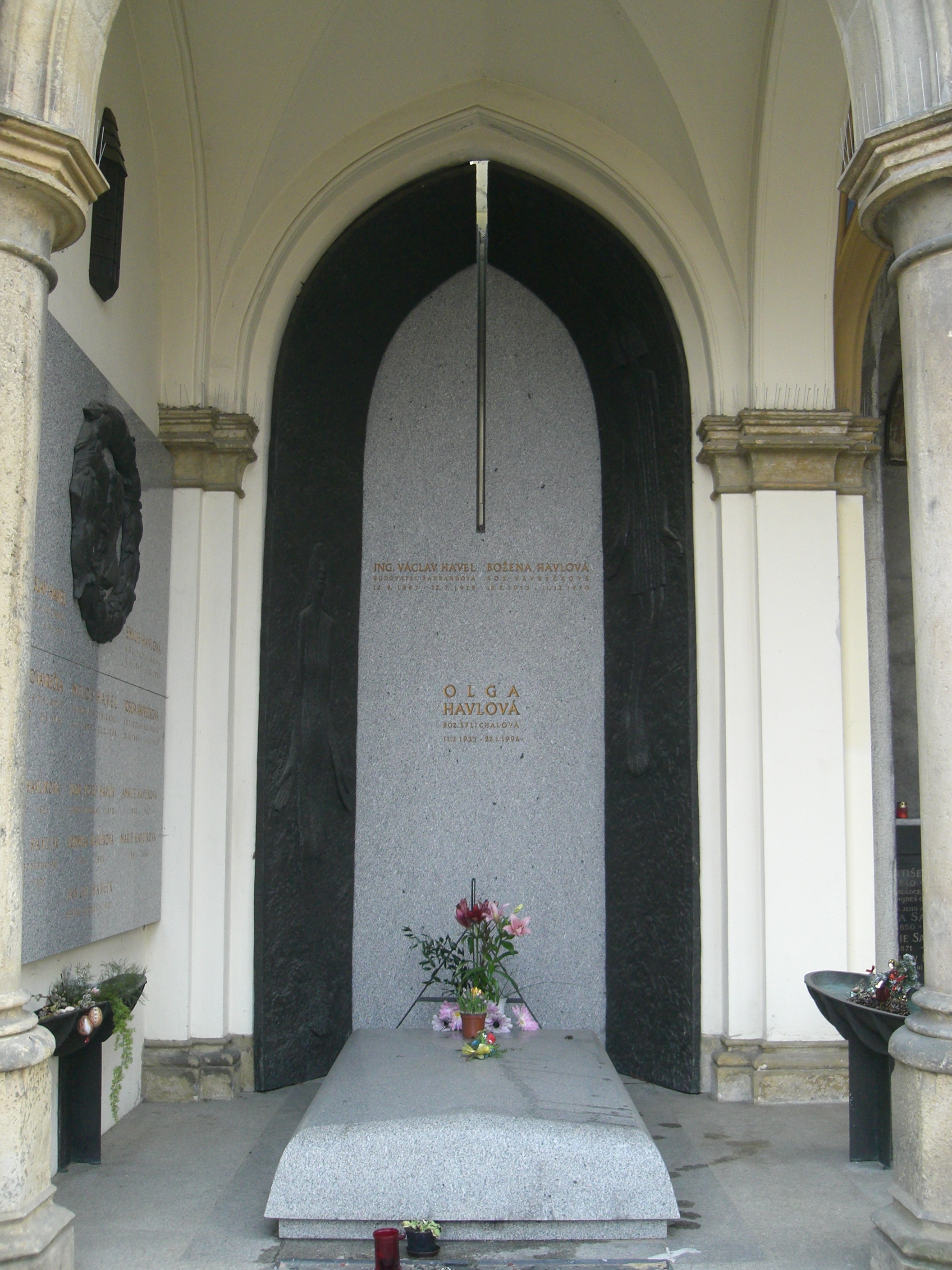
Grób Olgi Havlowej